# Франтішек Туна
Франтішек Туна (чеськ. František Tuna; 12 травня 1800, Їглава — 20 листопада 1862, Прага) — чеський правник, професор і ректор Львівського університету (1846—1847).

## Життєпис
Навчався у Берні та Відні. У 1830 році здобув ступінь доктора права у Віденському університеті і розпочав практику в кримінальному суді Віденського магістрату. З 1832 по 1836 рік працював у Палаті державної прокуратури (K. K. Kammerprokuratur), звідки у 1836 році відряджений до Львова. З 13 липня 1836 року обійняв посаду доцента в податковому управлінні.
У 1841 році призначений професором права у Львівському університеті, у 1846 році став його ректором. У 1850 році переїхав до Праги, залишивши викладацьку діяльність.